# Anna Maria Compagna
Anna Maria Compagna (Nàpols, Itàlia, 1952) és una romanista italiana. És professora titular de Filologia i Lingüística romàniques a la Universitat de Nàpols Frederic II. Va impartir classes a la Università di Udine des de 1986 fins a 1990. Entre 1985 i 2009, va impartir classes a la Università Suor Orsola Benincasa de Nàpols. És catedràtica de Filologia i Lingüística romàniques des de l'any 2010. La seva activitat de recerca principal és la llengua i la literatura catalanes, i és en aquest àmbit on es col·loquen les seves dues traduccions a l'italià: La favola de Guillem de Torroella i La storia di Jacob Xalabín. Actualment col·labora en diverses recerques nacionals i internacionals. Ha estat presidenta de l'Associazione Italiana di Studi Catalani (AISC) i és membre de l'Acadèmia de Bones Lletres de Barcelona. Des de 2021 és membre de la Secció Filològica de l'Institut d'Estudis Catalans.